# Praça Gustavo Langsch
A Praça Gustavo Langsch é uma praça localizada no bairro Bela Vista em Porto Alegre, capital do Rio Grande do Sul. O perímetro da praça é definido pelas ruas Artur Rocha, Desembargador Moreno Loureiro Lima, Professor José Salgado Martins e um pequeno trecho da rua Engenheiro Afonso Cavalcanti. Foi inaugurada em 21 de Dezembro de 1984, e recebe o nome de Gustavo Langsch, que foi um político brasileiro, eleito deputado estadual no Rio Grande do Sul em 3 de Outubro de 1958. 
A praça encontra-se em terreno acidentado (aclive) e apesar de não ter nenhum monumento ou obra de arte, a principal atração na praça é a própria arborização, com quantidade significativa de árvores do gênero Acer, carvalhos e algumas árvores de Ginkgo, que no Outono/Inverno colorem a praça com folhas vermelhas e amarelas. Em 2014 a praça foi declarada Espaço Botânico Educativo pela Prefeitura Municipal de Porto Alegre.

## Galeria

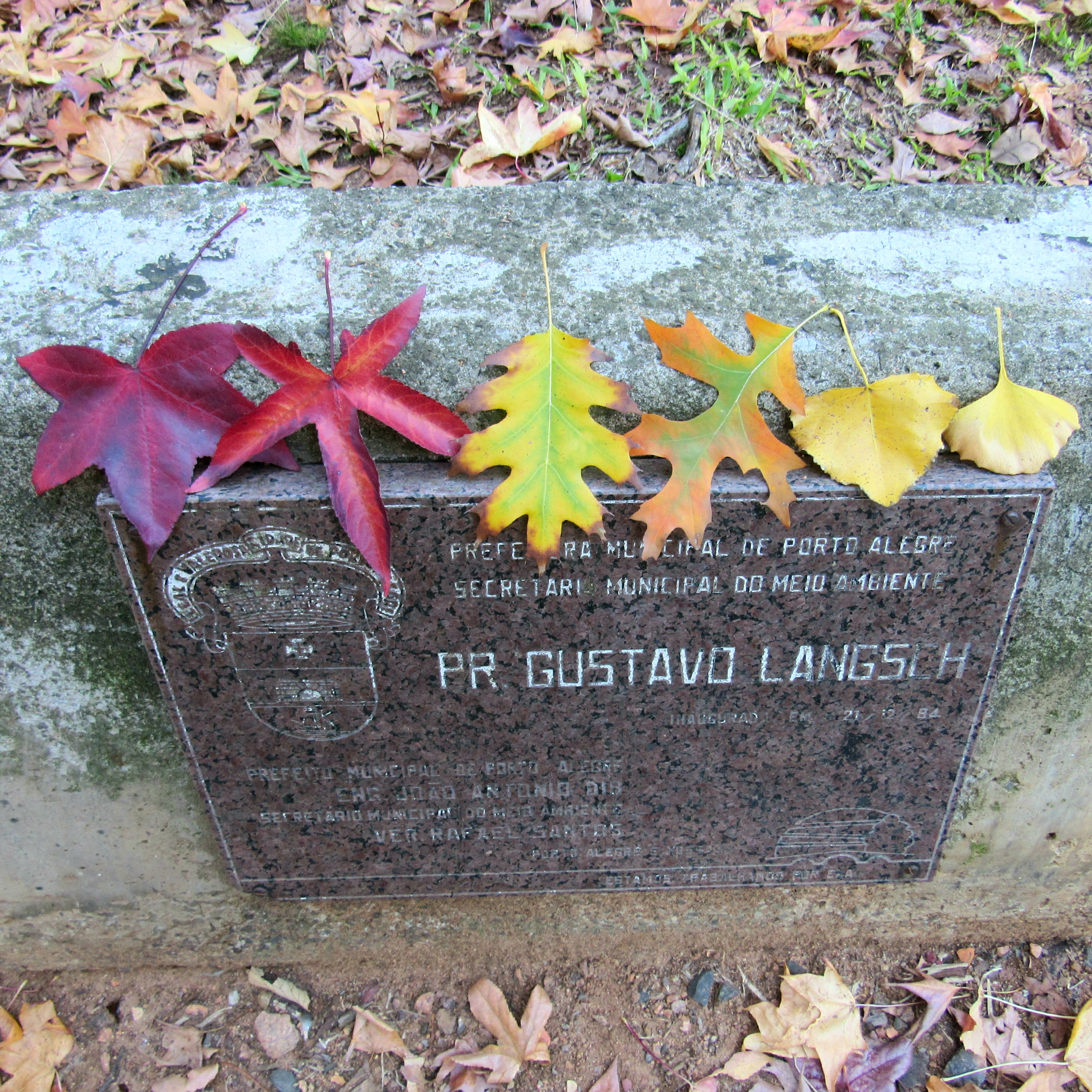
Placa informativa, com folhas de Acer, carvalho e Ginkgo encontradas na praça.
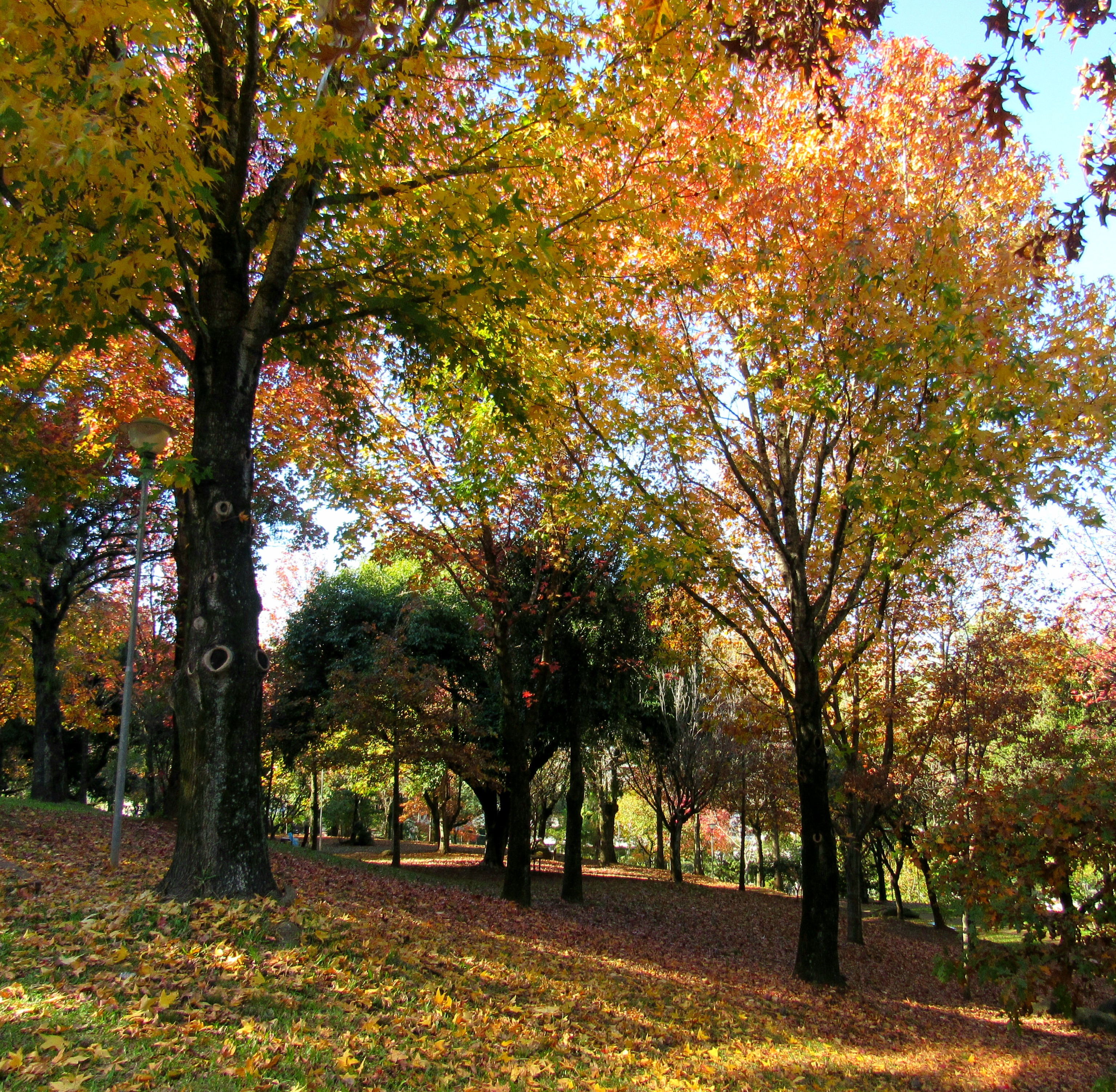
Paisagem típica do Outono/Inverno na praça.